# Kysucké Nové Mesto (distrito)
O Distrito de Kysucké Nové Mesto (eslovaco: Okres Kysucké Nové Mesto) é uma unidade administrativa  da Eslováquia Setentrional, situado na Žilina (região), com 33.778 habitantes (em 2001) e uma superficie de 174 km². Sua capital é a cidade de Kysucké Nové Mesto.

## Demografia
| Ano:        | 1994   | 2004   | 2014   | 2024   |
| ----------- | ------ | ------ | ------ | ------ |
| Broj ljudi: | 33 019 | 33 944 | 33 158 | 32 540 |
| Razlika:    |        | +2,80% | -2,31% | -1,86% |

| Ano:               | 2023   | 2024   |
| ------------------ | ------ | ------ |
| Número de pessoas: | 32 642 | 32 540 |
| Diferença:         |        | -0,31% |

## Cidades
- Kysucké Nové Mesto (capital)

## Municípios
- Dolný Vadičov
- Horný Vadičov
- Kysucký Lieskovec
- Lodno
- Lopušné Pažite
- Nesluša
- Ochodnica
- Povina
- Radoľa
- Rudina
- Rudinka
- Rudinská
- Snežnica